# Əmirxanlı (Şabran)
Əmirxanlı è un comune dell'Azerbaigian situato nel distretto di Şabran. 